# Władysław Biały (duchowny)

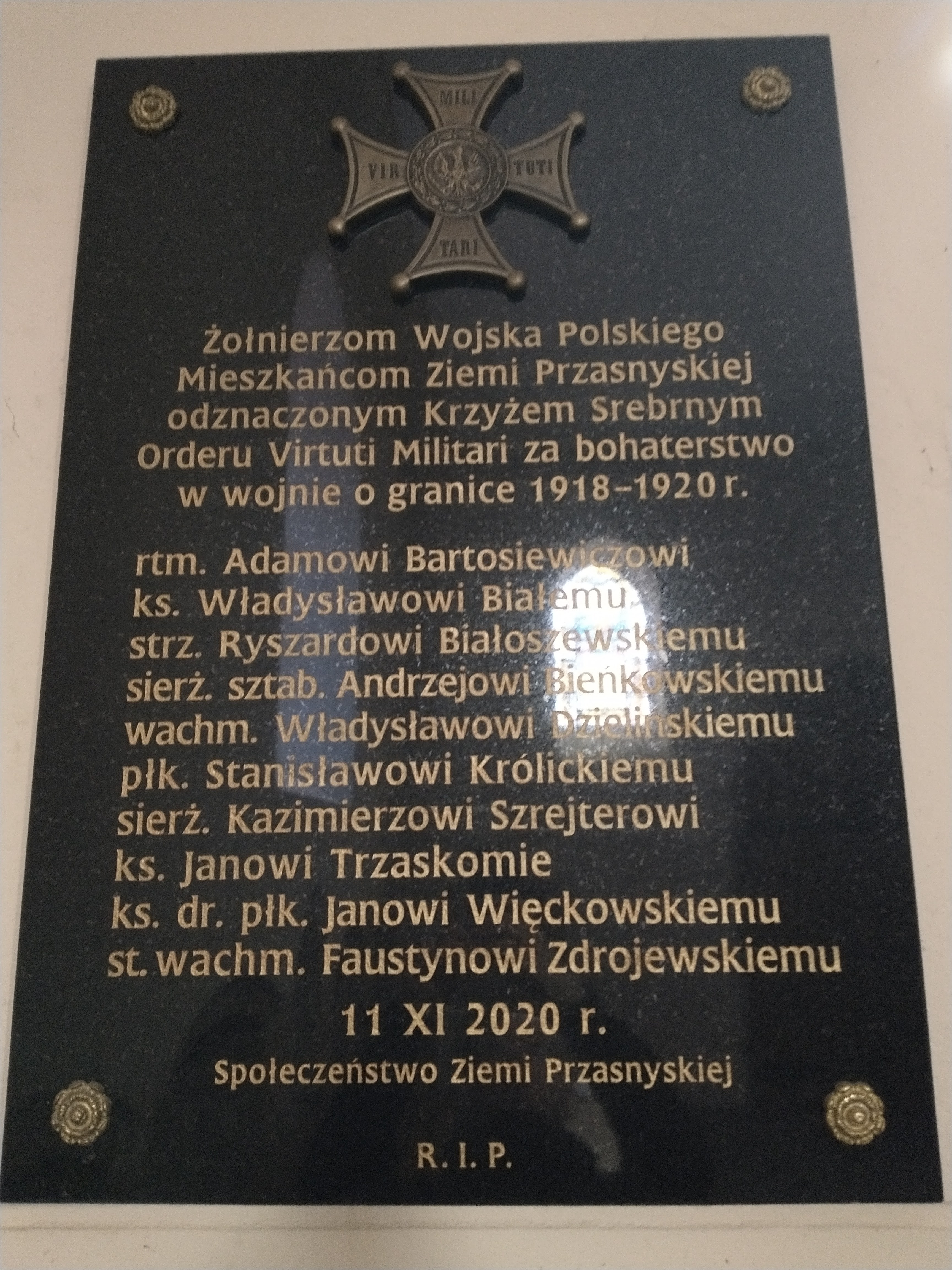
Tablica w kościele Wniebowzięcia NMP w Przasnyszu

Władysław Biały (ur. 20 grudnia 1882 w Miodusach-Perkach, zm. 27 maja 1940 w Działdowie) – polski duchowny rzymskokatolicki, ofiara niemieckiego nazizmu, kawaler Orderu Virtuti Militari.

## Życiorys
Był przyrodnim bratem ks. Aleksandra Dmochowskiego, dyrektora Muzeum Diecezjalnego w Płocku i stryjem ks. Witolda Białego. Po ukończeniu szkoły powszechnej i gimnazjum w Łomży wstąpił do Seminarium Duchownego w Warszawie, a w 1905 przeniósł się do Seminarium w Płocku.
Święcenia kapłańskie przyjął 24 czerwca 1909 z rąk bpa Antoniego Juliana Nowowiejskiego. Pracował jako prefekt w Lipnie, następnie jako wikariusz w Mławie, Porębie nad Bugiem, Goworowie i Nasielsku, administrator w Strzegocinie. 28 lutego 1921 za udział w wojnie 1920 otrzymał Krzyż Srebrny Orderu Wojskowego Virtuti Militari. W 1923 został proboszczem w Janowie, na granicy Prus Wschodnich. Wydawał „Janowskie Wiadomości Parafialne”, w 1932 przystąpił do budowy nowego, murowanego kościoła. Jednocześnie udzielał się w pracach społecznych. W 1939 wygłaszał płomienne kazania zagrzewające do miłości do ojczyzny i męstwa w obliczu niebezpieczeństw.
Aresztowany przez Niemców 3 września 1939, uwięziony po stronie pruskiej, w sąsiednim Komorowie. Wkrótce wraz z ks. Krysiakiem z Dzierzgowa przewieziono go do Olsztynka, gdzie przebywał do końca października. Następnie został wywieziony wraz z grupą innych więźniów do Ostródy, gdzie przez jeden dzień kopał u niemieckiego gospodarza ziemniaki. Ponownie odwieziony do Olsztynka, w połowie listopada został umieszczony w klasztorze franciszkanów w Stoczku.
W grudniu 1939 przewieziono go do obozu Hohenbruch. 17 stycznia 1940 wezwano księży i znajdującą się tam inteligencję, aby podpisali deklarację, że wyrażają zgodę na wywiezienie ich do Generalnego Gubernatorstwa. Jeszcze tego samego dnia odwieziono go w grupie 80 osób do niemieckiego obozu koncentracyjnego Soldau (KL) w Działdowie. W kwietniu 1940 ludność cywilną wywieziono do obozu w Dachau (KL), a księży pozostawiono w Działdowie. Niemiecki Czerwony Krzyż przesłał wiadomość, że ks. Władysław Biały zmarł w Działdowie 27 maja 1940.